# Kulturpreis der Stadt Winterthur
Der Kulturpreis der Stadt Winterthur wird jährlich von der Stadt Winterthur verliehen und ist mit 10'000 Franken dotiert. Der Preis wird an Personen und Organisationen verliehen, die sich in Winterthur in kultureller Hinsicht verdient gemacht haben. Die Preisübergabe findet in einer öffentlichen Feier statt.

## Preisträger
- 1957: Walther Reinhart, Musiker

Erich Weiss, Marionettenbauer/Bildhauer
- 1958: Hermann Anliker, Sekundarlehrer/Leiter Schultheater

Walter Gross, Schriftsteller
Victor Desarzens, Musiker
Maria Bretscher, Schriftstellerin
Hanni Ertini, Schriftstellerin
- 1959: Lothar Kempter, Schriftsteller

Jakob Flach, Schriftsteller
- 1960: Hindergassbühne, Kabarettensemble
- 1961: Mary Lavater-Sloman, Schriftstellerin
- 1962: Clemens Dahinden, Musiker

Rudolf Zender, Kunstmaler
- 1963: Peter Rybar, Musiker

Robert Wehrlin, Kunstmaler
- 1964: Emanuel Dejung, Historiker

Werner Ganz, Historiker
Hans Kläui, Historiker/Schriftsteller
- 1965: Markus Breitner, Sommertheater

Joseph Keilberth, Musiker
- 1966: Arnold Kübler, Schriftsteller, Zeichner
- 1967: Hans Kägi, Schriftsteller
- 1968: Robert Lienhard, Bildhauer
- 1969: Dimitri, Clown
- 1970: Walter Robert Corti, Philosoph
- 1971: Bernhard Henking, Musiker
- 1972: Trudi und Peter Bienz, Marionettenkünstler
- 1973: Henri Schmid, Kunstmaler
- 1974: Werner Weber, Schriftsteller/Redaktor
- 1975: Stadtorchester Winterthur
- 1976: Jakob Forster, Naturforscher

Albert Krebs, Naturforscher
- 1977: Georg Gerster, Fotograf/Schriftsteller
- 1978: Josef Fidel Baumgartner, Musiker
- 1979: Max Bill, Architekt/Künstler/Designer
- 1980: Verena und Willi Gohl, Musiker
- 1981: Robert Heinrich Oehninger, Schriftsteller
- 1982: Albert Michel Bosshart, Kellertheater Winterthur
- 1983: Heinrich Bruppacher, Kunstmaler
- 1984: Claudia Fueter-Corti, Tänzerin
- 1985: Abraham Comfort, Musiker/Konzertmeister
- 1986: Hans Affeltranger, Kunstmaler
- 1987: Albanifest-Komitee
- 1988: Andreas Wolfensberger, Fotograf
- 1989: Egon Parolari, Musiker
- 1990: Hans U. Rentsch, Publizist
- 1991: Rudolf Koella, Konservator Kunstmuseum
- 1992: Anton Wymann, Tambourinstruktor
- 1993: Heidi Bucher, Künstlerin
- 1994: Markus Griesser, Sternwarte Eschenberg
- 1995: Hans Heinrich Rüegg, Sommertheater
- 1996: Naturwissenschaftliche Gesellschaft Winterthur
- 1997: Markus Imhoof, Filmer
- 1998: Kunstverein Winterthur
- 1999: Kyburgiade, Internationales Kammermusikfestival
- 2000: Remo Besio, Direktor Technorama
- 2001: Brigitta Keller-Steinbrecher, Musikerin

Heinrich Keller, Musiker
- 2002: Theater am Gleis
- 2003: Peter Stamm, Schriftsteller
- 2004: Verein Frauenstadtrundgang Winterthur
- 2005: Verein Winterthurer Musikfestwochen
- 2006: Max E. Keller, Musiker/Komponist
- 2007: Internationale Kurzfilmtage Winterthur
- 2008: Hans-Peter Bärtschi, Architekt und Kunsthistoriker
- 2009: Franziska Welti, Gesang
- 2010: Werner Hurter, Bildende Kunst
- 2011: Roman Weissert, Musiker
- 2012: Casinotheater Winterthur
- 2013: Ana Tajouiti Stahel, Tänzerin/Choreographin
- 2014: «Theater Katerland/brave bühne»
- 2015: Ruth und Roger Girod, Musiker
- 2016: Ursula Bienz, Leiterin Marionettentheater im Waaghaus
- 2017: David Langhard, Musiker
- 2018: Maja von Meiss, Kuratorin
- 2019: Reto Parolari, Dirigent, Komponist, Verleger[1]
- 2020: Oxyd, Kunstinstitution
- 2021: Coucou Kulturmagazin
- 2022: Werner Ignaz Jans, Bildhauer[2]
- 2023: Ruedi Widmer, Illustrator und Cartoonist[3]
- 2024: Carol Schuler, Schauspielerin, Sängerin[4]
- 2025: Anisa Djojoatmodjo, Musikerin[5]